# Łaski pełna
Łaski pełna – amerykański film biograficzny z 2015 roku. Treścią filmu są ostatnie dni życia Maryi, matki Jezusa.

## Fabuła
43 rok naszej ery. Piotr Apostoł przybywa z Pontu, by spotkać się z Maryją, matką Jezusa i naradzić się w sprawie przyszłości młodego Kościoła. W tym okresie wspólnota wiernych dynamicznie się rozwija. Wśród wiernych pojawiają się jednak różnice zdań na temat organizacji kultu oraz stosunku do tradycji żydowskiej.
Duża część filmu stanowią  dialogi między Piotrem i Maryją, w których dominują kwestie wiary,  wątpliwości, smutków, nadziei oraz modlitwy. Pojawiają się też retrospekcje.

## Obsada[4]
- Bahia Haifi jako Maryja
- Noam Jenkins jako Piotr
- Kelsey Chow jako Zara
- Merik Tadros jako Szymon
- Taymour Ghazi jako Andrzej
- Eddie Kaulukukui jako Józef
- Maz Siam jako Poncjusz Starszy
- Noelle Lana jako Młoda Maryja